# シュマシュト語
シュマシュト語（シュマシュトご）はインド・ヨーロッパ語族インド・イラン語派ダルド語群クナル諸語に属する言語である。シュマシュティとも呼ばれる。アフガニスタン東部とパキスタン西部のクナル川流域の西岸で話されている。